# Cavendishia herrerae
Cavendishia herrerae là một loài thực vật có hoa trong họ Thạch nam. Loài này được Luteyn & J.F.Morales mô tả khoa học đầu tiên năm 1996.